# Noémie Schmitt
Pour les articles homonymes, voir Schmitt.
Ne doit pas être confondu avec Noémie Schmidt.
Noémie Schmitt, née le 28 juillet 1859 à Sceaux et morte le 15 décembre 1916 à Paris, est une artiste peintre française spécialisée dans les miniatures.

## Biographie
Emma Noémie Schmitt est la fille de Georges Schmitt, organiste, et Aline Léontine Pau de Saint-Martin.
Élève de son frère Paul Schmitt, Louis Béroud et Gustave Surand, elle expose aux Salons entre 1880 et 1912 et devient sociétaire de la Société des artistes français en 1896. En 1895, elle obtient une médaille de troisième classe et une médaille de bronze lors de l'Exposition Universelle de 1900.
Elle meurt le 15 décembre 1916 à son domicile de l'avenue de Chatillon et est enterrée le 18 décembre au cimetière du Père-Lachaise (91e division) aux côtés du compositeur Georges Schmitt (1821-1900) et du philosophe Paul-Georges Schmitt (1848-1907),,.